# Roll Call Polling
Nelle reti informatiche, Il Roll Call Polling è una delle possibili tecniche MAC (Media Access Control) al livello datalink (livello 2 dello stack ISO/OSI), cioè una procedura volta ad evitare il più possibile o contenere il verificarsi delle collisioni di segnali al livello fisico (livello 1 ISO/OSI). Il Roll Call è un approccio di accesso controllato, più simile a quello utilizzato nelle reti Token ring che al protocollo di risoluzione di conflitti CSMA/CD utilizzato dalle comuni reti Ethernet; non è comunemente utilizzato nella realizzazione di reti locali, ma è di interesse teorico come riferimento nello studio dei diversi approcci al Media Access Control. Ethernet 100BaseVG utilizza il Demand Priority Access Method (DPAM), molto simile al Roll Call Polling.

## Descrizione
Il Roll Call Polling è una tecnica basata sul polling: viene identificato un nodo principale (master) che possiede la lista delle interrogazioni (Roll). Il master provvederà ad interrogare (Call) le stazioni secondo questa lista, dando ad ognuna il permesso di trasmettere inviando un messaggio di abilitazione all'accesso. Il nodo, una volta terminata la trasmissione, manda un messaggio di rilascio; il master provvederà quindi ad interrogare un nuovo nodo.
Ci sono due modalità di gestione dell'accesso:
- Esaustiva: il nodo autorizzato all'accesso trasmette fino a soddisfare completamente la sua necessità, vale a dire che verranno trasmessi anche i pacchetti che arrivano durante la fase di accesso.
- Gated: il nodo autorizzato all'accesso trasmette esclusivamente i pacchetti ricevuti durante l'intervallo di tempo compreso tra un istante di abilitazione e il successivo.